# Ermentrude Bäcker von Ranke
Lucia Amalie Ermentrude Therese Amanda Bäcker von Ranke (* 21. November 1892 in Görlitz; † 27. April 1931 in Köln) war eine deutsche Historikerin und Hochschullehrerin. Sie war die erste habilitierte Historikerin in Deutschland.

## Leben
Die Tochter des preußischen Generals Friedhelm von Ranke und Enkelin des Historikers Leopold von Ranke wuchs mit drei Schwestern und einem Bruder in Görlitz auf. Dank einer Sondergenehmigung konnte sie in Rudolstadt die Prima einer Knabenschule besuchen und legte 1911 das Abitur ab. Sie begann ihre Ausbildung nach der Schule an einem Lehrerinnenseminar. Dann studierte sie Geschichte, Deutsch und Theologie in Jena, Erlangen und Halle. Sie promovierte 1915 in Halle (Saale) über Das Fürstentum Schwarzburg-Rudolstadt zu Beginn des 18. Jahrhunderts,  1916 folgte das Staatsexamen. Von 1918 bis 1921 arbeitete sie als Volontärin im Stadtarchiv Köln. 1922 habilitierte sie sich in Köln über Kölns Handelsbeziehungen in der Frühen Neuzeit. Sie war die erste Frau in Deutschland, die sich habilitierte, und musste sich gegen den Widerstand vieler konservativer Kräfte durchsetzen. Hinter ihrem Antrag stand vermutlich Justus Hashagen, der zuvor das Archiv geleitet hatte. Auch hatte sie Kontakt zur Frauenbildungsreformerin Mathilde von Mevissen.
In den Jahren  1921/22 war sie wissenschaftliche Assistentin für Mittlere und Neuere Geschichte an der Universität zu Köln und ab 1923 Privatdozentin. 1926 wurde sie als Professorin an die zur Lehrerbildung neu gegründete Pädagogische Akademie Kiel berufen. Von 1926 bis 1929 lehrte sie daneben als Privatdozentin an der Christian-Albrechts-Universität zu Kiel. 1929–1931 lehrte sie als Professorin für Geschichte und ihre Didaktik an der Pädagogischen Akademie Dortmund, wohin auch ihr Mann berufen wurde. Sie vertrat eine pluralistische Geschichtspädagogik und bekannte sich zur Weimarer Republik.
Sie heiratete 1928 den Philosophen Hermann Rudolf Bäcker. 1929 wurde der gemeinsame Sohn geboren. Bereits 1931 starb sie bei der Geburt des zweiten Kindes.

## Schriften
- Das Fürstentum Schwarzburg-Rudolstadt zu Beginn des 18. Jahrhunderts: Der Landstreit gegen die fürstliche Willkür vor Reichskammergericht und Reichshof, Halle 1915 [=Dissertation]
- Kölner Frauenarbeit einst und jetzt, 1922
- Das hansische Köln und seine Blüte. Friesen-Verlag, Bremen 1925 [=Habilitationsschrift]
- Der Erziehungswert des Geschichtsunterrichts, in: Mitteilungen der Pädagogischen Akademien in Preußen, 1. Heft, S. 84–92
- Zwang und Freiheit als staatlich-gesellschaftliches Problem der Gegenwart und seine historische Verwurzelung, in: Zeitschrift für Geschichte der Erziehung und des Unterrichts 20, S. 35–53